# Château de Gesualdo
Le château de Gesualdo est un château féodal situé sur la commune de Gesualdo, province d'Avellino en Campanie,. 
C'était le siège du commandement des possessions féodales de la puissante famille Gesualdo (Gesualdo (famiglia) (it) et la demeure du prince Carlo Gesualdo (1566-1613), l'un des pères de la musique polyphonique moderne.

## Description
Le manoir est délimité par quatre tours circulaires à courtines entourées de ravelins et une cour centrale. La façade rappelle les projets architecturaux du XIXe siècle, tandis qu'à l'intérieur, on trouve des traces évidentes d'art gothique et d'éléments architecturaux de style Renaissance.

## Historique
Les origines du château font encore l'objet d'études et de réflexions. Deux thèses différentes ont été avancées sur les origines du château : l'une prétend qu'au VIIe siècle (époque lombarde) Romuald Ier de Bénévent, duché de Bénévent, ordonna à son précepteur Sessualdo (ou Gesualdo) de construire dans un lieu difficile à conquérir en raison à sa conformation physique une forteresse alors que l'empereur byzantin Constant II Héraclius menaçait son règne. La forteresse fut confiée à Gesualdo, de qui la ville qui commença à se développer autour du château prit son nom.

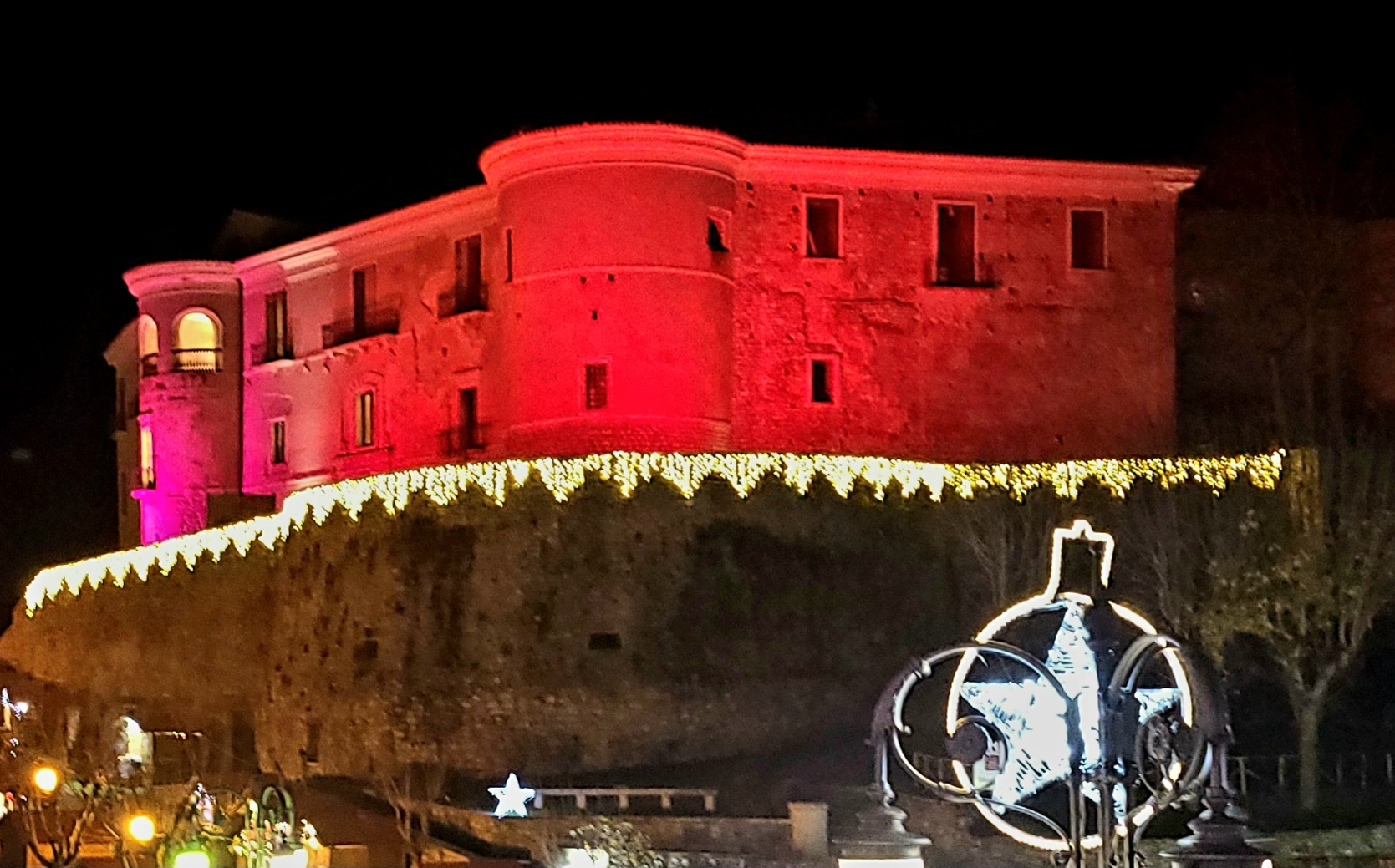
Château de Gesualdo pendant la période de Noël.

L'autre thèse affirme que, pour défendre les frontières sud de ses terres, Radelchis Ier de Bénévent, prince de Bénévent, fit construire le château au IXe siècle.

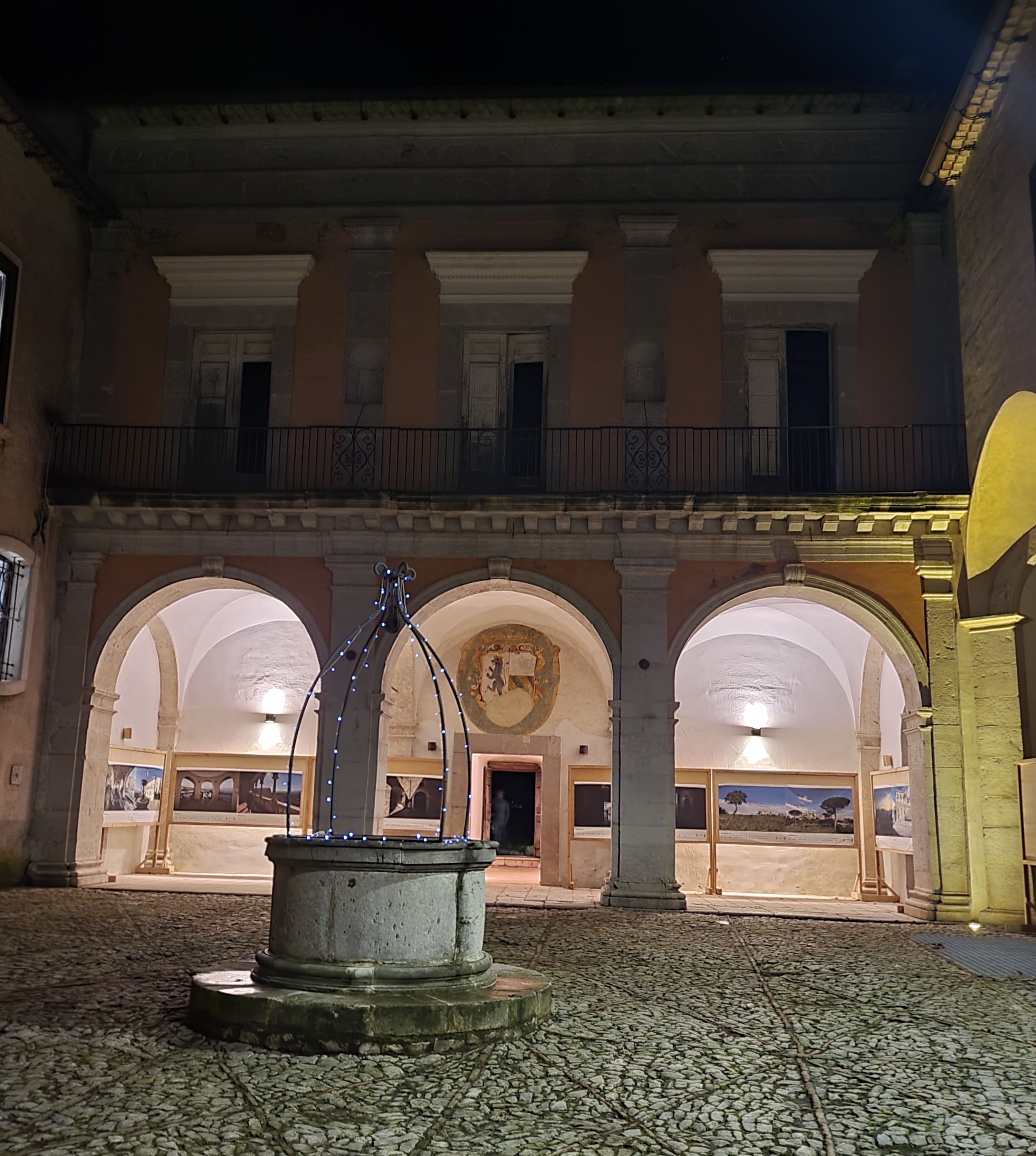
Intérieur du manoir

Indépendamment de ces théories encore étudiées, les premières nouvelles remontent au XIIe siècle, à l'époque de la domination normande. Selon ces sources, le premier seigneur du château fut Guillaume de Gesualdo dont la famille fut propriétaire du fief pendant cinq siècles.
À la fin du XVe siècle, Carlo Gesualdo procéda à une rénovation complète de la structure qui devint une cour de la Renaissance et fut dotée de nouvelles structures comme le théâtre, bien adaptées à une personnalité artistique comme celle de Carlo.
S'ensuivirent diverses transformations (dont les balustrades en fer, non utilisées dans les châteaux médiévaux et Renaissance), restaurations et modifications au fil des siècles jusqu'à ce qu'en 1855 le château, aujourd'hui en ruines, devienne la propriété de la famille Caccese qui procéda à une modification de la structure créant de nouveaux environnements, en refaisant la façade et en reliant le manoir à la Piazza Neviera.
Parmi les événements contemporains qui ont influencé la vie du château figurent le tremblement de terre de 1980 qui l'a profondément endommagé et le début des travaux de restauration en 2000 qui ne sont pas encore terminés.
En décembre 2015, il a été rouvert au public. Il accueille actuellement des rencontres culturelles, des concerts et des événements dédiés à la figure historique de Carlo Gesualdo.

## Galerie

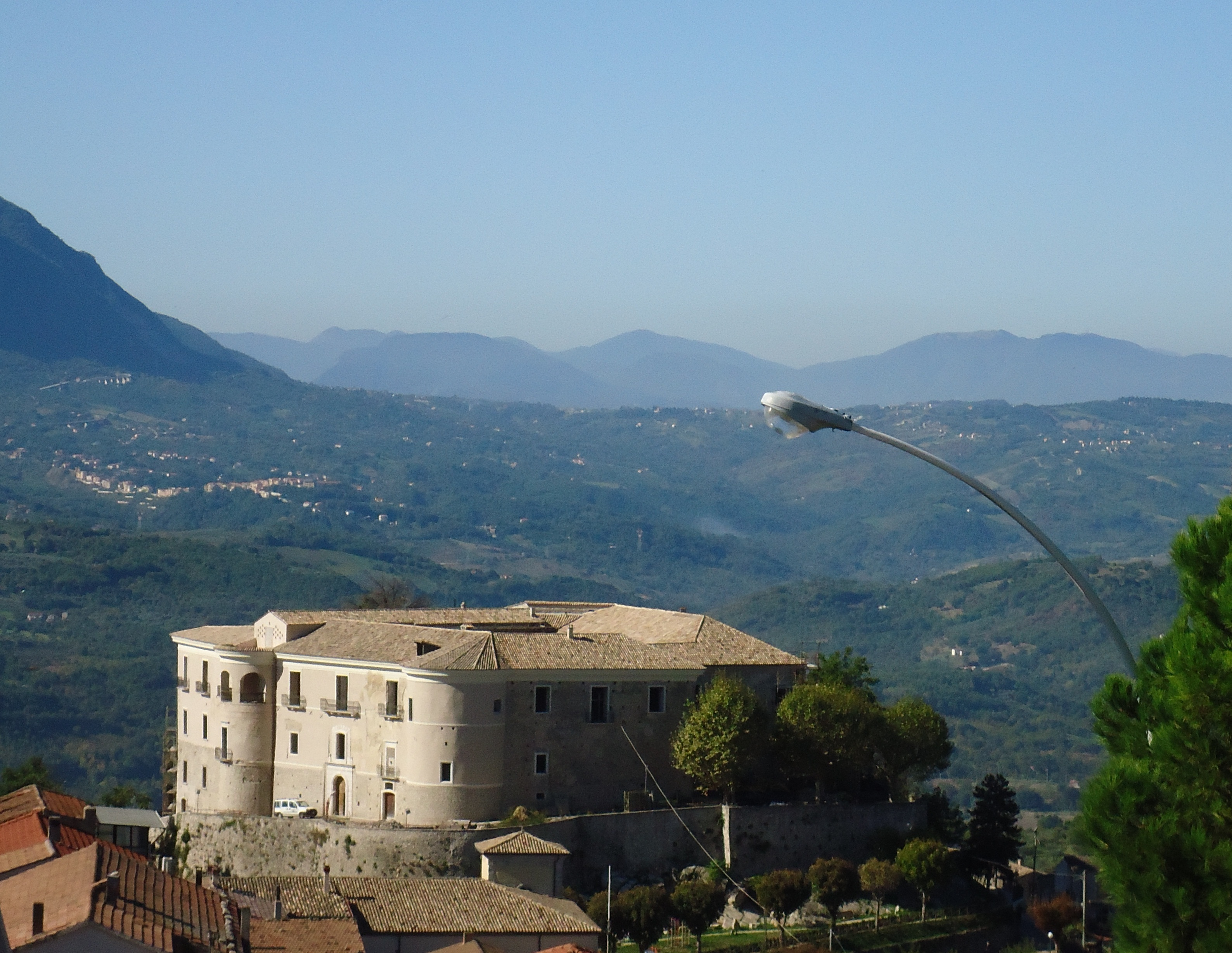
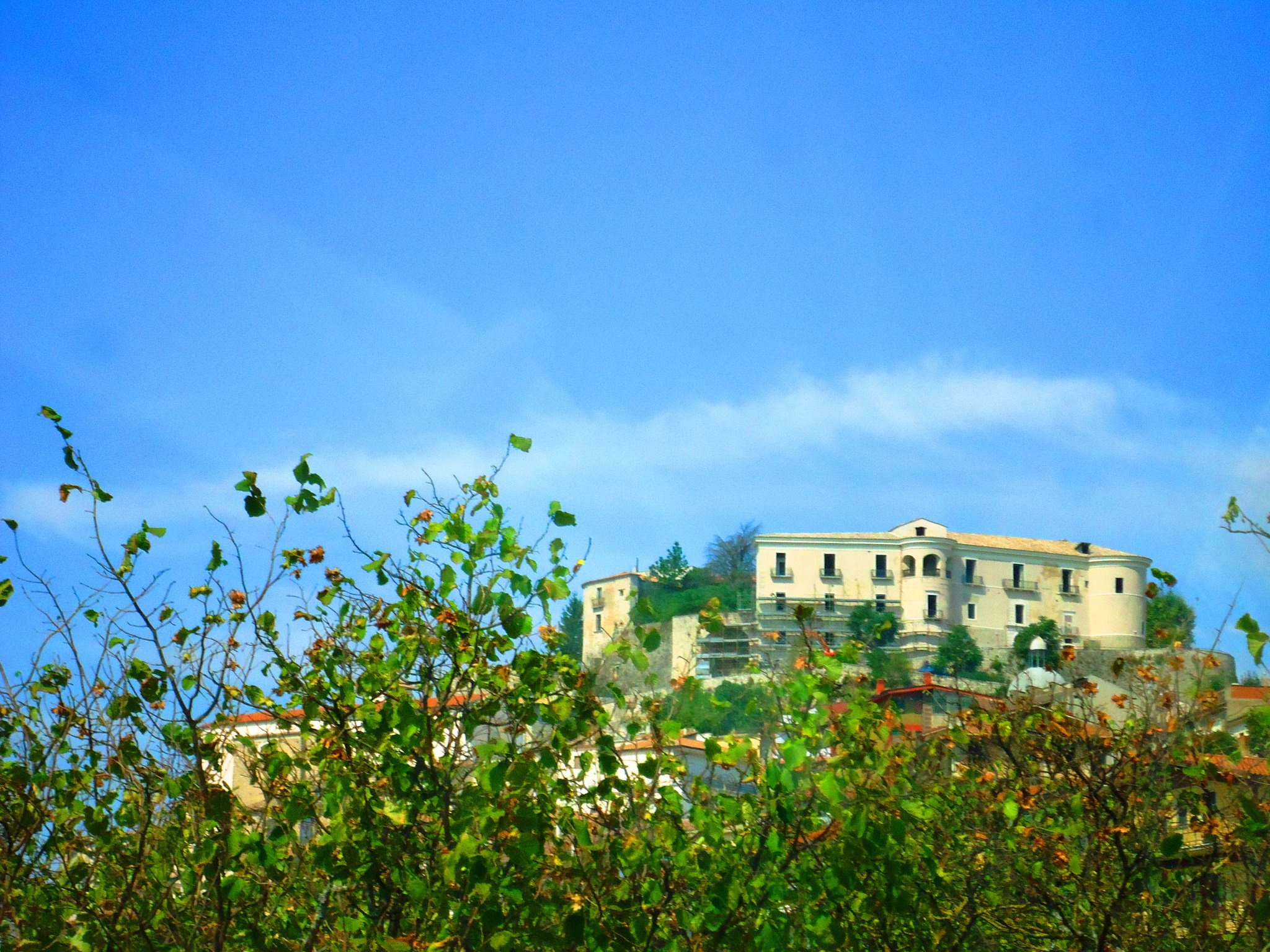